# Adolph (Virginia Occidental)
Adolph es un área no incorporada ubicada en el condado de Randolph (Virginia Occidental), Estados Unidos. Está catalogada como un asentamiento humano por la Junta de Nombres Geográficos de los Estados Unidos. Su número de identificación (ID) es 1553697. Se encuentra a 705 m s. n. m. (2313 pies).

## Historia
El primer asentamiento en Adolph se realizó a principios de la década de 1880.